# Kamp Amersfoort
Kamp Amersfoort (Duits: Polizeiliches Durchgangslager Amersfoort, later Erweitertes Polizeigefängnis Amersfoort) was in de Tweede Wereldoorlog een straf- en doorgangskamp in Leusden, aan de zuidrand van Amersfoort. In dit langst operationele concentratiekamp van Nederland heerste een mensonterend regime van honger, mishandeling, dwangarbeid en dreiging van transport en executies. In en rond Kamp Amersfoort zijn 662 personen vermoord; 388 van hen door executie, de overige door individuele moord, actieve verwaarlozing of mishandeling.
Het merendeel van de gevangenen werd vanuit Kamp Amersfoort doorgestuurd naar andere kampen, waarvan circa 20 % niet terugkeerde. In totaal hebben circa 47.000 mensen gevangen gezeten in Kamp Amersfoort, waarvan inmiddels van ruim 36.200 de identiteit achterhaald is door onderzoek in binnen- en buitenlandse archieven, transportlijsten, politierapporten, naoorlogse processen-verbaal en memoires van voormalige gevangenen.

## 1939-1941: Barakkenkamp Appelweg
Rond garnizoensstad Amersfoort verrezen tijdens de mobilisatie van 1939 verschillende kazerneterreinen. Aan de zuidrand van de stad Amersfoort verscheen Barakkenkamp Appelweg, waarvoor militairen werden ingezet bij de aanleg en verbetering van de Grebbelinie en de verdedigingswerken rond Amersfoort.    

## 1941-1943: Polizeiliches Durchgangslager Amersfoort (P.D.A.)
Vanaf augustus 1941 deed het kamp voor de nazi’s dienst als Polizeiliches Durchgangslager Amersfoort (P.D.A.). Onder leiding van kampcommandant Walter Heinrich (1910-1945), een jonge SD'er, werden in het kamp vanaf 18 augustus 1941 diverse groepen opgesloten. Het betrof enkele duizenden verzetsstrijders (zoals communisten), circa 2.500 Joden, gijzelaars, (vermeende) criminelen zoals zwarthandelaren, ruim 280 Amerikaanse gijzelaars, ruim 130 Jehovah's Getuigen en 100 Sovjet-krijgsgevangenen.  

Bij binnenkomst in het P.D.A. werden de persoonlijke bezittingen van de gevangenen afgenomen, werden zij onthaard, kregen ze een nummer toegekend en werden voorzien van een oud legeruniform en houten klompen als kampkleren; alleen een groep van 70 Joodse mannen afkomstig uit Kamp Vught droeg een gestreept tenue. De reden voor de opsluiting was zichtbaar door een gekleurd teken op het uniform: rood was voor politieke gevangenen, geel voor Joden, paars voor Jehovah's Getuigen en zwart voor zogeheten ‘asocialen’. 

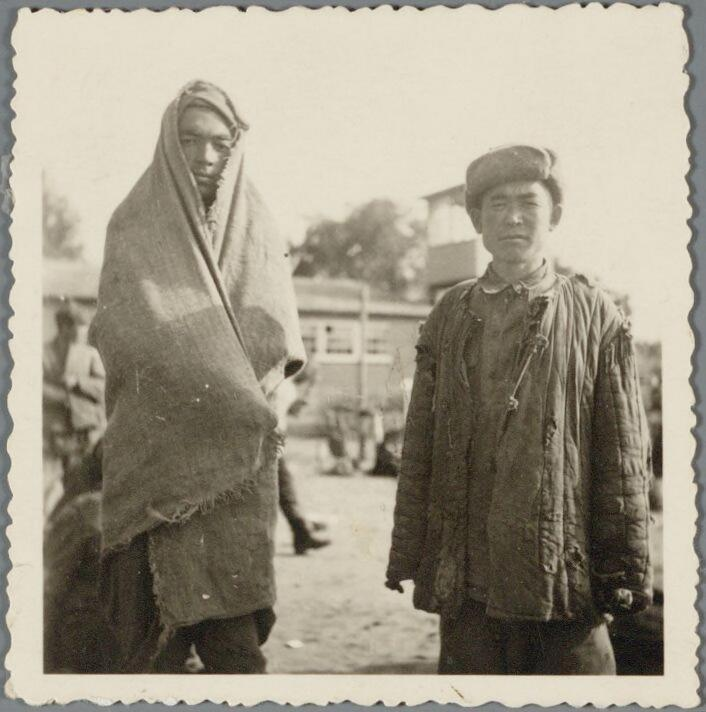
Sovjet-krijgsgevangenen in het kamp in 1941

De Joodse gevangenen werden in sommige gevallen als families opgesloten, namelijk wanneer het Joden met een dubbele nationaliteit of katholiek gedoopte Joden betrof. Op 27 september 1941  werden 100 Sovjet-krijgsgevangenen, voornamelijk uit Oezbekistan, opgesloten. Van hen stierven 23 in de winterse maanden aan ontbering, waarna de overige 77 op 9 april 1942 werden geëxecuteerd. De Joodse en Sovjet-krijgsgevangenen werden door de kampleiding erg slecht behandeld.  
De gevangenen werden in verschillende arbeidsploegen ingedeeld, de zogenoemde Kommandos. De meeste ploegen moesten fysiek zwaar werk verrichten; zo werd de Schietbaan met de hand aangelegd (later verlengd tot 350 meter) en de vuilstortplaats uitgegraven. In de beruchte 'Rozentuin', een omheinde plek, moesten gevangenen uren- en soms dagenlang voor straf in de houding stilstaan.  

## 1943-1945: Erweitertes Polizeigefängnis
Om de bouw van Kamp Vught af te ronden werden nagenoeg alle gevangenen van Kamp Amersfoort in januari en februari 1943 overgebracht naar dat nieuwe kamp. Vanaf mei 1943 werd het inmiddels met zeven barakken uitgebreide Kamp Amersfoort weer in gebruik genomen, nu officieel Erweitertes Polizeigefängnis Amersfoort geheten. Karl Berg (1907-1949) werd de nieuwe kampcommandant en Joseph Kotalla werd als bewaker berucht om zijn wreedheden.    
Tegelijkertijd voerden de nazi's de verplichte dwangarbeid voor de Duitse oorlogsindustrie in, eerst geldend voor Nederlandse mannen tussen de 18 en 35 jaar: de Arbeitseinsatz. Kamp Amersfoort vervulde hierbij een centrale rol als verzamel- en doorvoerkamp. Het massaal negeren van de oproepen leidde tot omvangrijke razzia’s, op zoek naar de ontduikers. Het hoogste aantal gevangenen dat in Kamp Amersfoort op één dag bij elkaar opgesloten zat bedroeg 4.168 man.
In totaal vonden vanuit het kamp ongeveer 800 transporten naar andere bestemmingen plaats, waarvan er ca. 200 treinen tien gevangenen of meer bevatten. Omvangrijk waren bijvoorbeeld de transporten van 8 september 1944 naar Neuengamme (1.155 mannen), op 26 september 1944 naar Zwolle om de verdedigingswerken bij de IJssel aan te leggen (1.000 mannen), en die van 11 oktober 1944 naar Neuengamme (1.439 mannen, waarvan 601 uit Putten). De sterfteratio van die twee transporten naar Neuengamme bedroeg respectievelijk 88 en 82 %.   
Ook vanwege het toenemend aantal aanslagen op collaborateurs en de daar uit volgende represailles, namen de executies op en rond het kamp toe. Kamp Amersfoort was met in totaal 388 geëxecuteerden een van de grootste Nederlandse executieplekken tijdens de Tweede Wereldoorlog.  
Dankzij de inspanningen van enkele dames uit particuliere netwerken en de vertegenwoordigster van het Rode Kruis, Loes van Overeem, lukte het om de voedselvoorzieningen en leefomstandigheden in Kamp Amersfoort licht te verbeteren. Op 30 juni 1944 arriveerden de eerste vrachtwagens met voedsel en medicijnen. Op 19 april 1945 kreeg Van Overeem het beheer over Kamp Amersfoort overgedragen. De administratie werd grotendeels vernietigd door de bewakers, om vervolgens met tientallen gijzelaars naar Den Haag te vluchten. Het kamp werd een besloten enclave in nog bezet gebied. Op 7 mei 1945 betraden de eerste Canadese bevrijdingstroepen het kamp.  
Bekendere gevangenen van Kamp Amersfoort waren onder andere radio-dominee Dirk Arie van den Bosch - Wikipedia, Hollywood-acteur John van Dreelen, wereldkampioen wielrennen Henk Faanhof, kunstenaar Chris Lanooy, volkszanger Manke Nelis en communistisch politicus Henk Sneevliet. Titus Brandsma en Edith Stein zijn door de paus heilig verklaard. 

## Naoorlogse plek

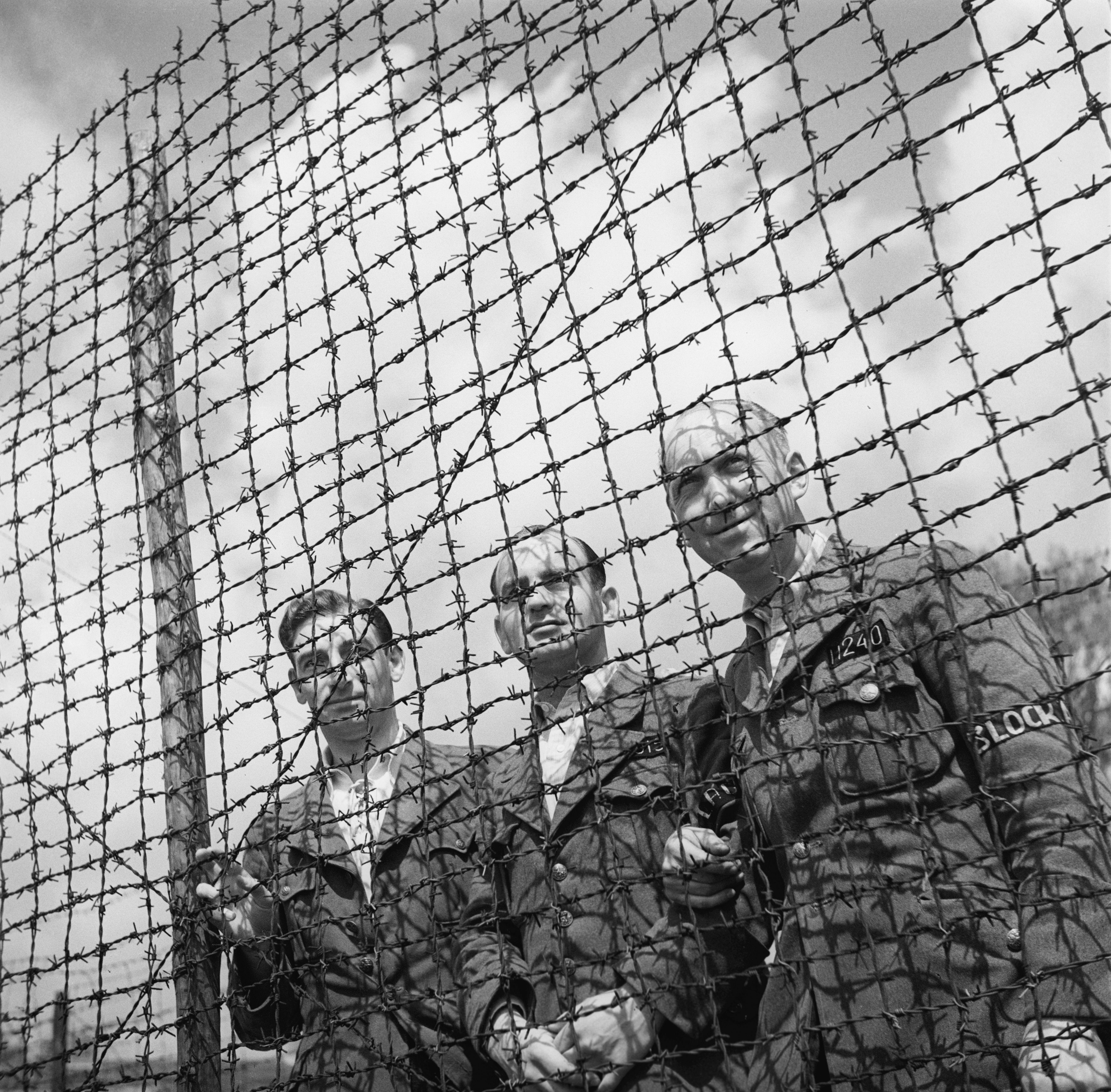
Bevrijding van het kamp; drie Nederlandse officieren achter het prikkeldraad

Direct na 7 mei arriveerden de eerste groepen Nederlandse repatrianten uit de Duitse oorlogsindustrie, op de terugweg naar huis. Een ander gedeelte van het terrein fungeerde als interneringskamp voor collaborateurs en heette in de volksmond ‘het Foute Kamp’. De mishandelingen van deze gevangenen verschilden weinig van die tijdens de oorlog. Vanaf september 1946 had het kampterrein verschillende functies voor het Nederlandse leger onder de naam ‘Kamp Laan 1914’ en heette vanaf december 1949 ‘de Boskamp’.   
Na de oorlog werden op het buitenterrein 61 (massa)graven rond het kamp blootgelegd door rechercheurs en de gravendienst. Er werden 38 bewakers wegens oorlogsmisdaden in Kamp Amersfoort berecht, waarvan kampcommandant Berg als enige is geëxecuteerd.  
Tussen 21 maart en 21 juni 1951 arriveerden in totaal 12.500 Molukkers op het naoorlogse defensieterrein van Kamp Amersfoort. Het waren voormalige KNIL-militairen die daar "gedemilitariseerd" werden, en hun families. Nog op dezelfde dag werden zij naar woonoorden zoals Lunetten (het voormalige Kamp Vught) en Schattenberg (het voormalige Kamp Westerbork) gebracht, waar de gezinnen tijdelijk zouden worden gehuisvest. 
In 1968 werd er begonnen met de sloop van de barakken van Kamp Amersfoort, de allerlaatste werd in 1978 afgebroken.  
Onder voormalige gevangenen en nabestaanden van Kamp Amersfoort was er behoefte aan behoud van deze authentieke plek van collectief leed. Op 28 maart 2000 werd de Stichting Nationaal Monument Kamp Amersfoort opgericht met als doel om de overblijfselen van Kamp Amersfoort te behouden en de herinnering aan het leed dat de gevangenen moesten doorstaan levend te houden. In hetzelfde jaar besloot de Tweede Kamer tot de financiering van een herinneringscentrum, dat in 2004 werd geopend.   
Op 5 juni 2021 werd door minister-president Mark Rutte en oud-gevangene Arie van Houwelingen het ondergrondse museum geopend. Hier wordt het verhaal van het kamp en de gevangenen verteld aan de hand van objecten, foto's, documenten en jaarlijks wisselende tentoonstellingen.  
Op het buitenterrein zijn naoorlogse monumenten en originele grondsporen te zien. Eén van de monumenten is ‘Gevangene voor het vuurpeloton’, ook wel ‘De Stenen Man’ genoemd. Het werd in 1953 onthuld door de toenmalige minister-president Willem Drees.  
Het motto van Nationaal Monument Kamp Amersfoort is 'Herinneren, bezinnen en leren': om lessen van het verleden door te geven aan nieuwe generaties en een open oog te hebben voor hedendaagse ontwikkelingen. Met deze reden biedt Nationaal Monument Kamp Amersfoort rondleidingen, onderwijspakketten en reflectieprogramma's aan. Daarnaast is het mogelijk om deel te nemen aan verschillende jaarlijkse herdenkingen de Overdracht van Kamp Amersfoort aan het Rode Kruis op 19 april, de Herdenking Jannetjesdal en de Stille Tocht op 4 mei en op 11 oktober de Tocht van Vrees en Hoop.
Voor het in stand houden van de herinnering en het uitdragen van deze boodschap werkt Nationaal Monument Kamp Amersfoort samen met onder andere het Ministerie van VWS, Nationaal Comité 4 en 5 mei, de Stichting Musea en Herinneringscentra, gemeenten, onderzoeksinstellingen in binnen- en buitenland en verschillende fondsen.  
Op 4 oktober 2022 verscheen de eerste aflevering van de achtdelige podcastserie De verdwenen SS'er, die 1,5 miljoen downloads en 17 (inter)nationale prijzen scoorde.